# Olidiana fringa
Olidiana fringa är en insektsart som beskrevs av Zhang 1994. Olidiana fringa ingår i släktet Olidiana och familjen dvärgstritar. Inga underarter finns listade i Catalogue of Life.